# Chó Sapsali
Chó Sapsali (tiếng Hàn:삽살이) là một giống chó có bộ lông xù có nguồn gốc từ Hàn Quốc. Từ này được theo sau bằng tiếng Hàn bởi gae (có nghĩa là "chó") hoặc hậu tố ee / i, nhưng thường được gọi với cái tên phổ biến nhất là "Sapsaree". Theo truyền thống, những con chó này được cho là xua tan ma và ác linh.
Giống chó này từng bị tàn sát số lượng lớn bởi người Nhật khi Hàn Quốc bị cai trị bởi Nhật Bản, với mục đích chế tạo áo khoác mùa đông cho quân đội ở Mãn Châu. Gần tuyệt chủng vào giữa những năm 1980, giống chó này đã được hồi sinh bằng cách sử dụng tám con chó còn sót lại.

## Ngoại hình
Chó Sapsaree, giống như Chó Jindo Hàn Quốc, được Chính phủ Hàn Quốc chỉ định là Kho báu Quốc gia (số 339). Các cá thể của giống chó này đã được xác định và công nhận bởi cả hai hiệp hội về chó hàng đầu của Hàn Quốc, Câu lạc bộ Chó Hàn Quốc (liên kết với FCI) và Câu lạc bộ Chăm sóc Chó Hàn Quốc.

## Tính nết
Vẻ bề ngoài thân thiện của Chó Sapsali còn đi kèm với tính kiên nhẫn và hòa nhã bẩm sinh của nó đối với các loài động vật và con người khác. Chúng được biết là vui tươi trong môi trường bầy đàn và từ lâu đã được thừa nhận và đánh giá cao về đức tính trung thành.